# Comuna Racova, Bacău
Racova (în maghiară Rákova) este o comună în județul Bacău, Moldova, România, formată din satele Gura Văii, Hălmăcioaia, Ilieși și Racova (reședința).

## Așezare
Comuna se află la marginea de nord a județului, la limita cu județul Neamț, la est de orașul Buhuși, pe malul stâng al Bistriței, în dreptul lacului de acumulare Gârleni. Este străbătută de șoseaua națională DN15, care leagă Bacăul de Piatra Neamț. La Racova, din acest drum se ramifică șoseaua județeană DJ159 care o leagă spre nord-est în județul Neamț de Bahna, înapoi în județul Bacău de Filipești (unde se intersectează cu DN2), apoi tot în județul Neamț de Icușești și înapoi în județul Bacău de Dămienești, mai departe tot în județul Neamț de Valea Ursului și Oniceni și în județul Vaslui de Băcești (unde se termină în DN15D). Din DJ159, la Racova se ramifică șoseaua județeană DJ207F, care duce spre est la Berești-Bistrița (unde se intersectează cu DN2) și mai departe la Săucești și Letea Veche (unde se termină în DN2F). Prin comună trece și calea ferată Bacău-Bicaz, pe care este deservită de halta de mișcare Racova.

## Demografie
Componența etnică a comunei Racova
     Români (90,97%)
     Alte etnii (0,61%)
     Necunoscută (8,42%)
Componența confesională a comunei Racova
     Ortodocși (88,23%)
     Romano-catolici (2,51%)
     Alte religii (0,52%)
     Necunoscută (8,74%)
Conform recensământului efectuat în 2021, populația comunei Racova se ridică la 3.433 de locuitori, în creștere față de recensământul anterior din 2011, când fuseseră înregistrați 3.328 de locuitori. Majoritatea locuitorilor sunt români (90,97%), iar pentru 8,42% nu se cunoaște apartenența etnică. Din punct de vedere confesional, majoritatea locuitorilor sunt ortodocși (88,23%), cu o minoritate de romano-catolici (2,51%), iar pentru 8,74% nu se cunoaște apartenența confesională.

## Politică și administrație
Comuna Racova este administrată de un primar și un consiliu local compus din 13 consilieri. Primarul, Cătălin-Ionel Apetrei[*], de la Partidul Național Liberal, este în funcție din octombrie 2020. Începând cu alegerile locale din 2024, consiliul local are următoarea componență pe partide politice:
|  | Partid                          | Consilieri | Componența Consiliului | Componența Consiliului | Componența Consiliului | Componența Consiliului | Componența Consiliului | Componența Consiliului | Componența Consiliului | Componența Consiliului |
|  | ------------------------------- | ---------- | ---------------------- | ---------------------- | ---------------------- | ---------------------- | ---------------------- | ---------------------- | ---------------------- | ---------------------- |
|  | Partidul Național Liberal       | 8          |                        |                        |                        |                        |                        |                        |                        |                        |
|  | Alianța pentru Unirea Românilor | 4          |                        |                        |                        |                        |                        |                        |                        |                        |
|  | Partidul Social Democrat        | 1          |                        |                        |                        |                        |                        |                        |                        |                        |

## Istorie
La sfârșitul secolului al XIX-lea, comuna făcea parte din plasa Bistrița de Sus a județului Bacău și era formată din satele Lețcana, Racova, Hălmăcioaia, Gura Văii și Satu Nou, având în total 1731 de locuitori. În comună funcționau trei biserici și o școală cu 18 elevi la Racova. Anuarul Socec din 1925 o consemnează în plasa Bistrița a aceluiași județ, având 2230 de locuitori în satele Lețcana, Racova, Hălmăcioaia și Gura Văii. În 1931, comuna a preluat și satul Ilieș de la comuna Ciumași.
În 1950, comuna a trecut în administrarea raionului Buhuși și apoi (după 1964) din regiunea Bacău. În 1968, comuna a revenit la județul Bacău, reînființat; tot atunci, satul Lețcana a fost desființat și comasat cu satul Racova.

## Monumente istorice
Singurul obiectiv din comuna Racova inclus în lista monumentelor istorice din județul Bacău este casa memorială „Ion Borcea” (secolul al XIX-lea) din satul Racova, clădire clasificată ca monument memorial sau funerar.